# Asyngenes chalceolus
Asyngenes chalceolus là một loài bọ cánh cứng trong họ Cerambycidae.